# Neumann-palota (Arad)
Az aradi Neumann-palota műemlék épület Romániában, Arad megyében. A romániai műemlékek jegyzékében az AR-II-m-B-00550 sorszámon szerepel.